# Polędwica swojska pilzneńska
Polędwica swojska pilzneńska – tradycyjna podkarpacka polędwica przygotowywana w gospodarstwach z ośrodkiem w pobliżu Pilzna według średniowiecznych receptur z peklowanej polędwicy wieprzowej.
Naturalny sposób wędzenia bezpośrednio nad ogniem paleniska nadaje wyjątkowego smaku i aromatu. Do jej przygotowania stosuje się tylko naturalne przyprawy głównie pieprz i czosnek, na jednym z jej końców znajduje się pętelka do zawieszenia.
Kiełbasa wpisana jest na listę produktów tradycyjnych MRiRW.